# Droga wojewódzka 870
Die Droga wojewódzka 870 (DW 870) ist eine 20 Kilometer lange Droga wojewódzka (Woiwodschaftsstraße) in der polnischen Woiwodschaft Karpatenvorland, die Słomczyn mit Jarosław verbindet. Die Strecke liegt im Powiat Przeworski und im Powiat Jarosławski.

## Streckenverlauf
Woiwodschaft Karpatenvorland, Powiat Przeworski
-  Sieniawa (DW 835, DW 867)
- Manasterz
- Nielepkowice
- Wiązownica

Woiwodschaft Karpatenvorland, Powiat Jarosławski
- Szówsko
-  Jarosław (Jaroslau) (A 4, DK 77, DK 94, DW 860, DW 865)